# Небера Володимир Павлович
Небера Володимир Павлович (1924—1994) — радянський і український режисер-документаліст. Заслужений діяч мистецтв УРСР (1960).  

## Життєпис
Народився 2 червня 1924 року в Києві в родині службовця. 
Учасник Німецько-радянської війни. Нагороджений орденом Червоної Зірки й медалями.
Закінчив Київський державний інститут театрального мистецтва ім. І. Карпенка-Карого (1949). Був режисером Української студії хронікально-документальних фільмів.
Викладав у Київському державному інституті театрального мистецтва ім. І. Карпенка-Карого.
Був членом Спілки кінематографістів України. 
Помер 18 жовтня 1994 року в Києві. 
Син: Небера Павло Володимирович — український кінооператор.

## Фільмографія
Створив кінокартини: 
- «Львів» (1953)
- «Свято великої дружби» (1954)
- «Місто безсмертної слави» (1955, у співавт.)
- «Київ 1957 року» (1957)
- «Висока нагорода» (1958)
- «З кіноапаратом по Кракову» (1958, Третя премія Всесоюзного кінофестивалю, Київ, 1959)
- «Одеса» (1959)
- «Ми з України» (1961, у співавт.)
- «Золоті ворота» (1963)
- «Дніпрові зорі» (1963, дикт. текст, монтаж)
- «Козаки в Парижі» (1963, монтаж)
- «Сто днів над океаном» (1966) та ін.
- ряд телевізійних стрічок («Україна, кроки п'ятирічки», 1971, співавт. сцен; «Гвардійці хлібного поля», 1973, співавт. сцен; «Продовження подвигу», 1974, співавт сцен. тощо).